# Bampura angustigena
Bampura angustigena là một loài ruồi trong họ Tachinidae.